# Deutsche Klassenlotterie Berlin
Die Deutsche Klassenlotterie Berlin (DKLB) ist die Lottogesellschaft Berlins. Durch das Gesetz über die Deutsche Klassenlotterie und die Stiftung Deutsche Klassenlotterie (DKLB-Gesetz) hat sie die Aufgabe übernommen, im Auftrag des Landes Berlin Glücksspiele und Lotterien durchzuführen.

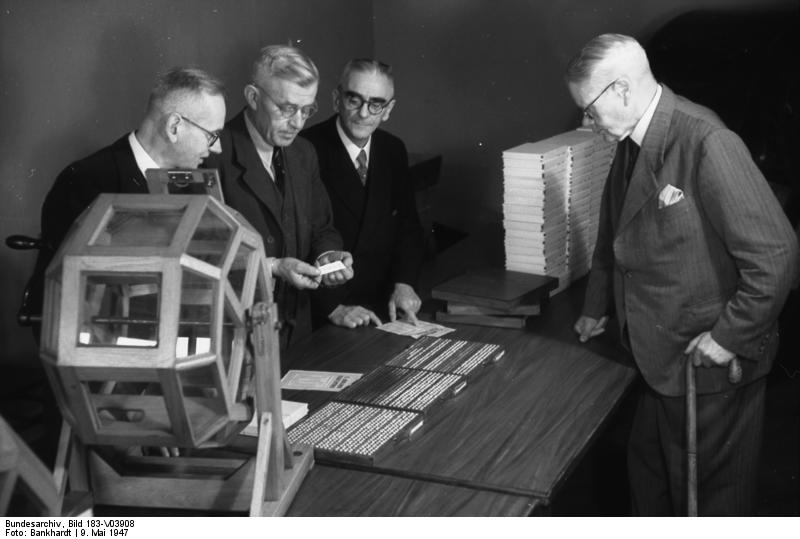
Ein Aufsichtsbeamter bei Stichproben der Berliner Stadtlotterie 1947

## Überblick
Die DKLB ist Mitglied im Deutschen Lotto- und Totoblock. Der Zusammenschluss mit den Lottogesellschaften der anderen 15 Bundesländer garantiert, dass Lotterien und Sportwetten bundesweit nach einheitlichen Regeln durchgeführt werden. Aber auch auf internationaler Ebene ist die DKLB aktiv und profitiert vom Erfahrungsaustausch mit der World Lottery Association und der European State Lottery and Toto Association. Eine Besonderheit ist, dass Gewinne aus dem Spielbetrieb nicht, wie in vielen Bundesländern üblich, in den Landeshaushalt fließen, sondern über die Stiftung Deutsche Klassenlotterie für gemeinnützige Zwecke verwendet werden.

## Geschichte
1763 gab es erstmals ein staatliches Monopol für Lotterie in Preußen. Nach dem Verbot des Zahlenlottos in Berlin 1810 entstanden die ersten Spielbanken, die jedoch 58 Jahre später wieder verboten wurden. Erst 1933 kam die Aufhebung des Spielbankenverbots und 1938 entstand die  Deutsche Reichslotterie. Nach dem Krieg kam 1945 das Ende der Deutschen Reichslotterie und die Berliner Stadtlotterie im Sinne einer Aufbaulotterie  entstand. Am 11. Juli 1946 erfolgte die Gründung der Deutschen Klassenlotterie in Berlin, Brandenburg und Mecklenburg und 1949 die Gründung der Berliner Sporttoto Gesellschaft und damit die erste Wettmöglichkeit beim Berliner Fußball-Toto. 1952 wurde per Gesetz die DKLB zur Anstalt öffentlichen Rechts erklärt. 1990 erfolgte die Erweiterung des Geltungsbereiches der DKLB auf den Ostteil Berlins und 1991 war die DKLB als einzige Lottogesellschaft Berlins anerkannt. 1998 erhielt die DKLB-Stiftung den „Goldenen Fußball“ vom Berliner Fußballverband. Der Umsatz der DKLB stieg über 600 Millionen Mark, gleichzeitig wurden an das Land Berlin erstmals mehr als 100 Millionen Mark an Lotteriesteuer abgeführt.

## Spielmöglichkeiten
- 1953 Einführung des Zahlenlottos „5 aus 90“
- 1955 Das Spiel „6 aus 49“ wird im Deutschen Lottoblock eingeführt
- 1959 Jetzt wird auch in Berlin Lotto „6 aus 49“ gespielt; die DKLB und die Sporttoto GmbH schließen sich zusammen
- 1967 Start der Olympia-Lotterie, aus der später die Glücksspirale wird
- 1969 Die 11er Wette ergänzt das Programm der DKLB
- 1982 Einführung des Mittwoch-Lotto 7 aus 38 und des Spiel 77 am Mittwoch
- 1984 Start der Rubbellos-Lotterien in Berlin
- 1992 Einführung der Zusatz-Lotterie SUPER 6 mit 2 DM Einsatz
- 1999 Am 3. August startet Oddset – Die Sportwette
- 2004 7. Juli: Einführung der Toto 13er-Wette
- 2004 8. November: Einführung von plus 5 und Keno – Die Zahlenlotterie
- 2012 23. März: Erste Eurojackpot Ziehung
- 2012 16. Oktober: Einführung des Jahresloses bei Glücksspirale
- 2016 13. September: Einführung des Zusatzspiels „Die Sieger-Chance“
- 2019 Oktober: Einführung von eLose[1]

## Sponsoring
Seit 2011 ist die DKLB Sponsor von Hertha BSC. Im November 2020 wurde der Sponsorenvertrag bis 2023 verlängert. Die DKLB ist auch Sponsor beim 1. FC Union Berlin.